# 伯明罕日震網

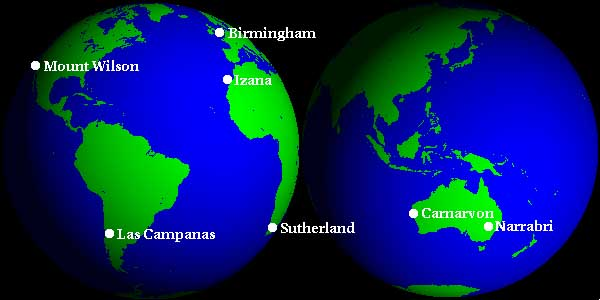
伯明罕日震網分布在不同的經度上，可以很容易的持續不斷的觀測太陽。

伯明罕日震網（BiSON）由六個可移動的太陽天文台組成，可以監測低度的太陽振盪。它是由英國伯明罕大學的物理和天文學的高解析光學光譜儀團隊和英國謝菲爾哈勒姆大學合作共同運作。它們受到科學與科學設施局（Science and Technology Facilities Council）的資助.。
伯明罕日震網從1976年起就不斷的收集資料，是運作最久的日震觀測網，累計的資了已經涵蓋三個太陽週期。

## 團隊

### 學術團隊
- Professor Yvonne Elsworth (計畫主持人)
- Dr Bill Chaplin

### 研究團隊
- Dr Anne-Marie Broomhall — 日震學
- Dr Christoffer Karoff — 星震學
- Dr Saskia Hekker — 星震學
- Mr Brek Miller
- Mr Steve Hale

### 技術團隊
- Mr Ian Barnes — 電子
- Mr Barry Jackson — 機械

## 可移動的天文台
伯明罕日震網的操作是自動化的同步散射光譜儀天文觀測室或反射鏡像回饋系統。這個網站由1976年的兩個長期站成立開始，於1992年達到最高峰的六個觀測站。目前的觀測站有：
- 美國加州的威爾遜山天文台
- 智利科金博地區的Las Campanas Observatory
- 西班牙卡納利特內利非島的Observatorio del Teide
- 南非索色蘭的南非天文台
- 澳大利亚西澳的卡納芬OTC衛星地面站(越洋廣播電視訊號衛星地面轉播站)
- 澳洲新南威爾斯納布拉里的保羅懷爾德天文台

## 外部連結
- 官方网站